# Blue e Flippy - Amici per le pinne
Blu e Flippy - Amici per le pinne (Malchik-delfin) è un film d'animazione del 2022 diretto da Mohammad Kheirandish.

## Trama
La storia di una mamma delfina e un compagno di giochi da sempre che affrontano il loro posto nel mondo.

## Distribuzione
Uscito nelle sale cinematografiche russe il 7 aprile 2022, il film è stato distribuito nelle sale cinematografiche italiane a partire dall'8 giugno 2023.